# Noorderkerk (Nijmegen)
De Noorderkerk, vanaf 1963 Immanuëlkerk, was een Gereformeerde kerk aan de Bijleveldsingel 41 in Nijmegen.
De kerk werd in 1911-1912 gebouwd ter vervanging van een kleiner kerkgebouw aan de Begijnenstraat 20. Het initiatief werd genomen door Ds. R. Smeding, die vanaf 1910 de predikant van de kerk was. De nieuwe kerk werd gebouwd op de hoek van de Bijleveldsingel en de Staringstraat. 
Architect Tjeerd Kuipers ontwierp een grote kruiskerk in rationalistische stijl, met een klokkentoren.
In 1920 kreeg de Noorderkerk een kerkorgel, wat was gebouwd door de firma J.J. Elbertse & Zn. Het orgel werd in 1960 door de firma Van den Berg & Wendt gerestaureerd en vergroot.
Tijdens de Slag om Nijmegen in september 1944 raakte de Noorderkerk zwaar beschadigd. Direct na de bevrijding werd gestart met het herbouwen van de kerk in oorspronkelijke staat. De herbouw kostte fl.220.000. In 1946 kon de herbouwde kerk weer in gebruik genomen worden.
In 1963 werd de Noorderkerk hernoemd naar Immanuëlkerk. In 1972 werd de kerk gesloten en een jaar later werd het gebouw afgebroken. Op deze plaats staat anno 2020 een appartementencomplex.